# Centre pénitentiaire de Schrassig
Le centre pénitentiaire de Schrassig ou  centre pénitentiaire de Luxembourg (abrégé en CPL) est le seul centre pénitentiaire fermé du Luxembourg. Il est situé près de la localité de Schrassig, dans la commune de Schuttrange dans le canton de Luxembourg.

## Histoire

### Genèse
La prison a été ouverte le 15 mai 1984, après six ans de construction, afin de remplacer celle du Grund dans la ville de Luxembourg, devenue obsolète et qui accueillait 228 détenus. La nouvelle prison s'est retrouvée surpeuplée dès 1987 et le reste même après son extension durant les années 1990. En mars 2007, sa capacité est à nouveau augmentée et portée à 600 prisonniers mais reste alors surpeuplée avec 680 détenus dont 37 femmes.

### Évolution de la population carcérale
Toutefois, la population carcérale diminue entre 2007 et septembre 2008 où elle chute à 596 détenus dont 26 femmes puis à 588 prisonniers dont 30 femmes en 2012. D'ici 2021 ou 2022, le nouveau centre pénitentiaire d'Uerschterhaff à Sanem permettra provisoirement de désaturer la prison,.
Dans le cadre d'une question parlementaire émanant du député pirate Marc Goergen et relative au nombre de mineurs placés dans le centre pénitentiaire, la ministre de la Justice, Sam Tanson annonce dans sa réponse qu'en 2014, 12 mineurs ont été placés à Schrassig, en 2015, 4, en 2016, 15, en 2017, 23 et en 2018, 6. Aucun mineur n'a été hébergé au centre pénitentiaire en 2019. En ce qui concerne la moyenne des jours passés au centre par ces mineurs, elle va de minimum 15 jours à maximum 65 jours.

### Pandémie de Covid-19
Dans la soirée du 25 mars 2020, une révolte éclate à la prison de Schrassig en raison des mesures de restriction imposées du fait du risque du Covid-19. Une vingtaine de détenus sont maîtrisés par une intervention de l'Unité spéciale de la police. Le lendemain, dans la journée, le ministère de la Justice publie une liste des principales revendications des détenus. À la suite de l'émeute, la semaine suivante, le centre pénitentiaire est marqué par une grève de la faim d'une quarantaine de prisonniers. Le 18 avril, un nouveau détenu placé à l'isolement est testé positif au coronavirus quelques heures après son arrivée. Par conséquent, il est transféré au Centre hospitalier de Luxembourg. Le 27 avril, un détenu est retrouvé mort dans sa cellule sans qu'il soit fait mention d'un quelconque lien avec la grève de la faim menée par certains détenus depuis le début du mois.
Depuis le début de la pandémie, six personnes ont été contaminées à la prison de Schrassig en date du mois d'avril 2021. Un premier cas avait été détecté à la fin du mois de mars mais l'origine n'avait pas été identifié. L'année dernière, quinze nouveaux détenus arrivés au centre pénitentiaire ont été placés en quarantaine et ont pu être isolés.
En parallèle, toujours à la fin du mois de mars 2021, les ministres de la Santé et de la Justice annoncent vouloir vacciner les détenus ensemble et en priorité. En revanche, ce ne sera pas le cas du personnel pénitencier.
Au début du mois d'avril, seul un tiers des détenus, soit 180 sur 520, ont reçu un vaccin selon leur volonté. Mi-avril, une hausse des cas entraîne un confinement partiel de la prison. Il s'agit de quinze individus placés, pour une durée de dix jours minimum, dans une section spéciale.

## Organisation
| Identité                  | Période          | Période           | Durée                    |
| Identité                  | Début            | Fin               | Durée                    |
| ------------------------- | ---------------- | ----------------- | ------------------------ |
| Alphonse Wagner (d)       |                  | mai 1995          |                          |
| Célestin Lommel (d)       | mai 1995         | juillet 1996      | 1 an et 2 mois           |
| Vincent Theis (d)         | juillet 1996     | 1998              | 2 ans                    |
| Georges Rousseau (d)      | juillet 1996     | 26 juillet 1999   | 3 ans                    |
| Vincent Theis (d)         | 2000             | 1er novembre 2016 | 16 ans                   |
| Michel Lucius (d)         | 1er janvier 2016 | 31 janvier 2021   | 5 ans et 30 jours        |
| Joke Van der Stricht (d), | 1er février 2021 | En cours          | 4 ans, 5 mois et 4 jours |

## Dans la culture
Des scènes du film luxembourgeois Back in Trouble (1997) ont été tournées dans la prison.